# HMS A1
Pour les articles homonymes, voir A1.
Le HMS A1 était le premier sous-marin de conception britannique de la Royal Navy, et le premier submersible perdu corps et biens.
Il était le navire de tête des sous-marins de classe A, et le seul à avoir un unique tube lance-torpilles avant. En fait, il a coulé deux fois : d’abord en 1904, lorsqu’il est devenu le premier sous-marin perdu, avec tout son équipage. Cependant, il a été renfloué, mais il a coulé de nouveau en 1911, cette fois-ci sans personne à bord. Son épave a été retrouvée en 1989 et a été classée en vertu de la Loi sur la protection des épaves en 1998. L’épave protégée est gérée par English Heritage.

## Conception
Il s’agissait d’un sous-marin de classe Holland agrandi et amélioré, plus long de 40 pieds (12 m) que les cinq sous-marins de classe Holland de la Royal Navy. L’amélioration la plus notable a été l’ajout d’un kiosque. Les navires standard de classe A qui le suivirent étaient encore plus gros, et différents de lui à plusieurs égards.
Comme tous les membres de sa classe, il fut construit par Vickers à Barrow-in-Furness. Il fut lancé le 9 juillet 1902.
Avant même de quitter le chantier naval, il fut victime d’une explosion d’hydrogène. Plus tard, alors qu’il était remorqué jusqu’à Portsmouth pour rejoindre les autres sous-marins de la marine, l’eau de mer a réussi à atteindre ses batteries, qui ont alors dégagé du chlore gazeux, ce qui a nécessité l’évacuation du navire.

## Engagements

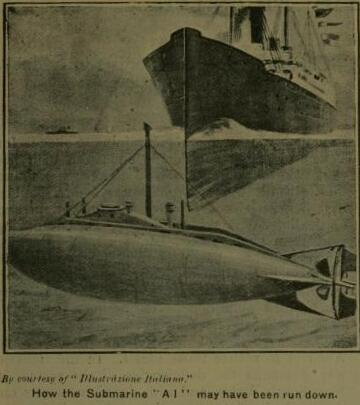
illustration de l'accident de 1904.

Il a coulé accidentellement une première fois dans le Solent le 18 mars 1904, alors qu’il effectuait un exercice d’attaque contre le croiseur protégé HMS Juno. Il fut heurté du côté tribord du kiosque par un bateau à vapeur, le SS Berwick Castle, qui était en route de Southampton à Hambourg. Il a coulé dans seulement 39 pieds (12 m) d’eau, mais le bateau a été inondé et tout l’équipage s’est noyé. L’une des conséquences de cet accident a été que tous les sous-marins suivants de la Royal Navy ont été munis d’une écoutille étanche au pied du kiosque.
Il fut renfloué le 18 avril 1904, réparé et remis en service. À la suite d’une explosion d’essence en août 1910, il fut converti en banc d'essai pour le Comité de lutte anti-sous-marine de l’Amirauté.
Il a été perdu à nouveau un an plus tard, naviguant en immersion sous pilote automatique, sans équipage. Bien que sa position lors de son naufrage ait été connue à l’époque, tous les efforts pour le localiser ont été vains. Ce n’est qu’en 1989 qu’un pêcheur local a découvert l’épave dans Bracklesham Bay, à environ 5 milles marins (8,0 km) du lieu du naufrage. On pense qu’il n’a été que partiellement inondé lorsqu’il a coulé, et la flottabilité partielle qui en a résulté a fait en sorte que l’épave s’est déplacée dans les forts courants marins locaux. L’épave a été inscrite en vertu de la Loi sur la protection des épaves le 26 novembre 1998 et inscrite une seconde fois pour étendre la zone couverte le 5 octobre 2004.
Un sentier de plongée physique et virtuelle, développé par la Société d’archéologie maritime, permet de le visiter.